# Leslie Labowitz-Starus
Leslie Labowitz-Starus (* 28. August 1946 in Uniontown, Pennsylvania) ist eine US-amerikanische Performancekünstlerin.

## Leben
Labowitz-Starus stammt aus der Familie einer Auschwitz-Überlebenden. Sie erhielt 1972 ihren Masterabschluss am Otis Art Institute in Los Angeles, Kalifornien, und zog im Rahmen des Fulbright-Programms nach Düsseldorf. Dort besuchte sie die Kunstakademie Düsseldorf, traf auf Joseph Beuys und kam in Kontakt mit weiteren politisch engagierten Intellektuellen wie Walter Benjamin, Bertolt Brecht, die Frankfurter Schule und die deutschen Expressionisten, die sie dazu veranlassten, Kunst als Mittel für die Initiierung sozialer Veränderung anzusehen. Als sie 1977 nach Los Angeles zurückkehrte, engagierte sie sich im Woman’s Building, einem Kunstzentrum, das sich der feministischen Kunst widmete. Zu dieser Zeit lernte sie Suzanne Lacy kennen, mit der sie gemeinsam von 1977 bis 1980 eine Reihe von groß angelegten, aktivistischen Performances veranstaltete, die meist im öffentlichen Raum stattfanden. Zusammen mit Lacy war sie Mitbegründerin von Ariadne: A Social Art Network (1977–1982), einem Netzwerk für Frauen.

## Performancekunst
Zu den bekanntesten Performances von Lacy und Labowitz-Starus gehören Three Weeks in May (1977) und In Mourning and In Rage (1977). Beide Arbeiten beschäftigten sich mit sexueller Gewalt gegen Frauen in Los Angeles und stellen großangelegte Performances dar, die von Medienkampagnen begleitet wurden, um ein größtmögliches Publikum zu erreichen. Weitere Performances beschäftigten sich mit den Themenfeldern Vergewaltigung, Misshandlung, Inzest und Medien.
Am 3. August 1977 veranstaltete Labowitz-Starus die Performance Record Companies Drag Their Feet zusammen mit Women Against Violence Against Women (WAVAW), einer feministischen Organisation, die sich gegen Gewalt an Frauen engagiert. Der gemeinsame Protest fand gegenüber von Tower Records in Los Angeles statt, wo sich eine große Werbetafel befand, die für das neue Kiss-Album Love Gun warb. Die Performance richtete sich gegen die Darstellung von Gewalt und Verwendung von sexuellen Bildern von Frauen in der Werbung von Plattenfirmen sowie gegen die Stereotypisierung der Frau als Opfer und des Mannes als Tier, wie es auch auf anderen Albumcovern wie Black and Blue von den Rolling Stones, Below the Belt von Boxer oder Thriller! von Cold Blood angedeutet wurde.
2007 kollaborierte Labowitz-Starus erneut mit Lacy für die Arbeit The Performing Archive, eine Installation, die sich mit dem Prozess der Historisierung ephemerer Kunst (wie der Performancekunst), dem institutionellen „Gedächtnis“ und dem Wert der Kunst von Frauen auseinandersetzte. Die Arbeit wurde im Yerba Buena Center for the Arts in San Francisco und in der Akademie der Künste in Berlin ausgestellt.
Die Werke von Labowitz-Starus befinden sich unter anderem im Armand Hammer Museum of Art, im Museum of Contemporary Art, Los Angeles und im J. Paul Getty Museum in Los Angeles.

## Sproutime
Seit 1979 befasst sich Labowitz-Starus mit dem Züchten von Sprossen. In den frühen 1980er Jahren schuf sie ephemere Installationen in New York City, wobei sie die Wände der Galerie mit Sprossen bedeckte. Sie begann zudem, Sprossen im Hinterhof ihres Hauses in Venice anzubauen und diese auf lokalen Bauernmärkten zu verkaufen. Später erwarb sie eine Farm in einem Wohn- und Landwirtschaftsgebiet in Canoga Park und gab die Performancekunst zugunsten der Landwirtschaft und des Unternehmens Sproutime auf. Labowitz-Starus beschäftigt an ihrem Hof hauptsächlich Künstler und betrachtet Sproutime als ein interaktives Kunstwerk, an dem sowohl ihre Mitarbeiter als auch ihre Kunden teilnehmen.

## Schriften (Auswahl)
- mit Suzanne Lacy: Mass Media, Popular Culture, and Fine Art: Images of Violence Against Women. In: Nancy Buchanan (Hrsg.): Social Works. Los Angeles Institute of Contemporary Art, Los Angeles 1979, S. 26–31.
- mit WAVAW: Record Companies Drag Their Feet (Performancebeschreibung, 1977).
- Developing A Feminist Media Strategy. In: Heresies. Nr. 9, 1980, S. 28–31.